# بیکرام
بیکرام (به انگلیسی: Bikram, Patna) یک زیستگاه انسانی در هند است که در ناحیه پاتنا واقع شده‌است.